# Pablo Osvaldo
Pablo Daniel Osvaldo, né le 12 janvier 1986 à Buenos Aires, est un footballeur international italien possédant également la nationalité argentine évoluant au poste d'attaquant.

## Biographie

### Les débuts
Originaire de Buenos Aires mais ayant des ancêtres originaires des Marches en Italie, Pablo Osvaldo fait ses premières classes dans les équipes de jeunes du CA Lanús puis du CA Banfield dans la capitale argentine.

### Les débuts entre l'Argentine et l'Italie

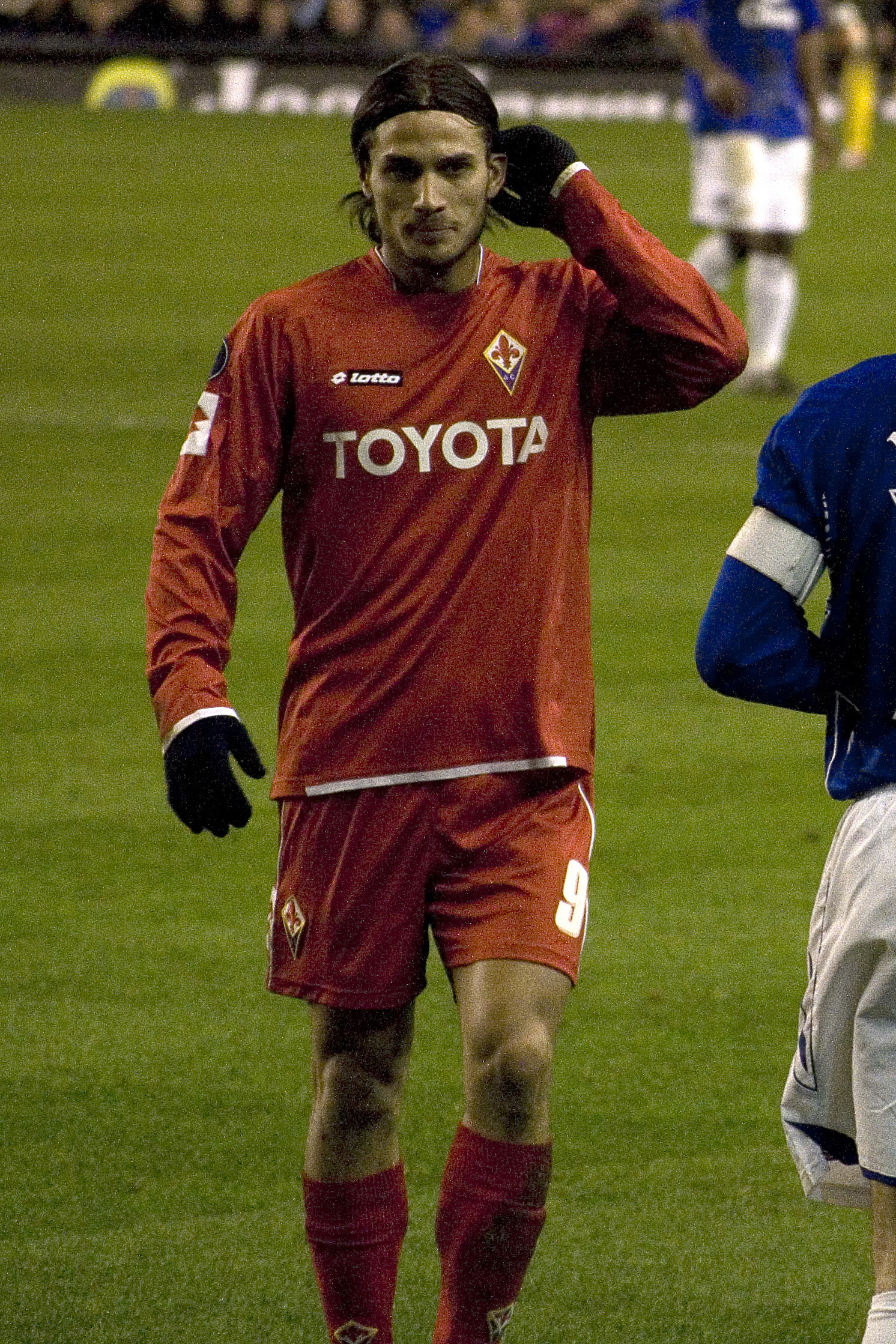
Pablo Osvaldo sous le maillot de la Fiorentina.

Il commence sa carrière professionnelle en 2005 en deuxième division au club du CA Huracán qu'il a rejoint en 2000 à l'âge de 14 ans. Après seulement une saison dans ce club (ou il inscrit 11 buts en 33 apparitions), il est repéré par le club italien de deuxième division, l'Atalanta Bergame qu'il rejoint en 2006. Mais dans le club lombard, il joue peu (3 matches). 
L'Atalanta propose alors à l'US Lecce, autre club de cette division, de lui céder mais en copropriété (le joueur appartenant alors à parts égales aux deux clubs). Le joueur est recruté à la suite de l'insistance de l'entraîneur Zdeněk Zeman auprès des dirigeants. Il se révèle alors à 20 ans et inscrit plusieurs buts, mais au bout de 18 journées l'entraîneur est remplacé par Giuseppe Papadopulo qui ne le fait jouer que des bouts de matches. À la fin de cette saison il compte 8 buts marqués en 31 matches et rejoint alors les rangs de la Fiorentina pour 4,5 millions d'euros. 
Il dispute son premier match avec la Fiorentina le 29 septembre 2007 face à l'AS Livourne. Son club l'emporte 3 à 0 et l'Argentin inscrit 2 buts. Jouant seulement 21 matches en deux saisons avec la Viola, il marque néanmoins les esprits en inscrivant un but spectaculaire (un retourné acrobatique) le 18 mai 2008 face au Torino (1-0) lors de la dernière journée du championnat 2007-2008 qui permet à son club d'accéder au tour préliminaire de la Ligue des champions 2008-2009.
Au mercato de janvier 2009, il quitte la Toscane et part à Bologne où il signe un contrat de 7 500 000 d'une durée de quatre ans. Après une année en demi-teinte (3 buts en 25 matches seulement), il fait de nouveau ses valises en janvier 2010.

### Passage à l'Espanyol de Barcelone
Cette fois-ci, il part découvrir un nouveau championnat, la Liga espagnole puisqu'il est prêté jusqu'à la fin de saison 2009-2010 à l'Espanyol de Barcelone. Il fait ses débuts en Liga le 16 janvier 2010 lors de la défaite des siens (0-2) au Stade Reyno de Navarra face à Osasuna. Il remplace à la 54e minute l'Uruguayen Iván Alonso. Réussissant la performance d'inscrire 7 buts en 20 matches durant une demi-saison, il est acheté définitivement par les Catalans durant l'été 2010, ceux-ci levant son option d'achat pour 4,6 millions d'euros le 31 août 2010. La saison 2010-2011 est une bonne saison pour l'Argentin qui réussit à inscrire 13 buts en 24 matches.

### AS Rome
Il attire alors l'attention d'un grand club italien, l'AS Rome qui parvient à le faire revenir en Serie A contre 17,5 millions d'euros pour pallier le départ de Mirko Vučinić.
Un mois après son arrivée dans la capitale italienne, il inscrit son premier but le 22 septembre 2011 contre l'AC Sienne (match nul 1-1). Il marque son cinquième but de la saison le 5 novembre 2011 contre le Novare Calcio. Le 16 octobre 2011 il inscrit un but face au grand rival de la Lazio Rome, pour le célébrer il montre le t-shirt qu'il porte sous son maillot aux supporters où il est inscrit « Vi ho purgato anch’io » (« Je vous l’ai mise à l’envers, moi aussi » en français), qui fait référence au t-shirt montré par Francesco Totti onze ans plus tôt. Mais l'AS Rome perd finalement ce match (défaite 2-1).

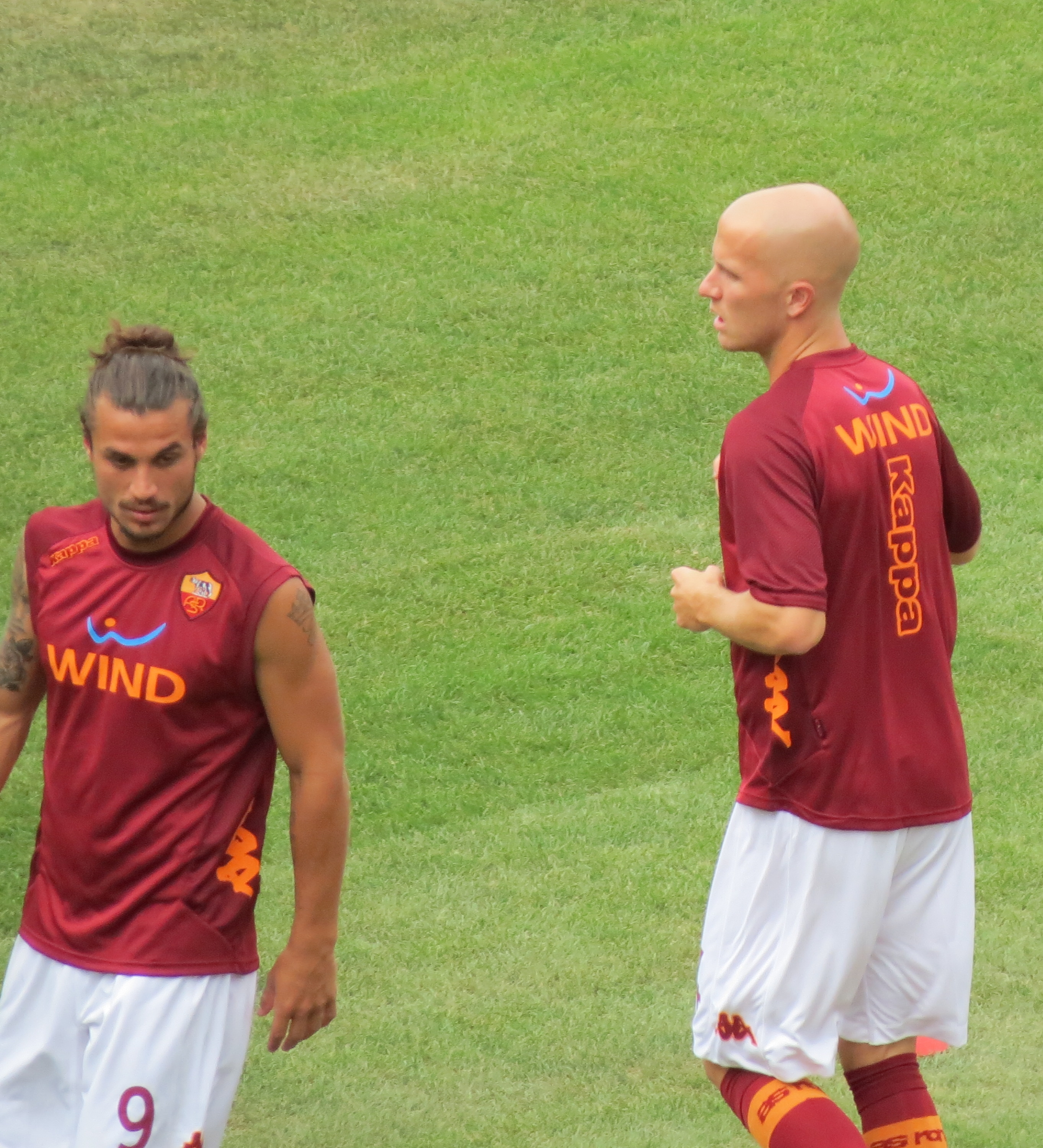
Pablo Osvaldo sous le maillot de l'AS Rome s'échauffant avec Michael Bradley.

Le 20 novembre 2011, Pablo Osvaldo inscrit un ciseau retourné face à son ancien club, l'US Lecce mais celui-ci est refusé pour un hors jeu inexistant. 

« Je le mettrai tout de même dans ma collection de buts, pour moi il est valable. Et puis, ce n’est pas grave, cela me donnera l’occasion de vouloir mettre le même la semaine prochaine. »

— Pablo Daniel Osvaldo.
Le 25 novembre 2011, à la suite de la rencontre disputée face à l'Udinese Calcio lors de la 13e journée de Serie A, une altercation a lieu dans le vestiaire avec son coéquipier Erik Lamela. Pablo Osvaldo lui reproche de ne pas lui avoir fait de passe à un moment, Erik Lamela l'ignore. Excédé, l'attaquant lui dit « Ici, tu n’es pas à River, quand je te parle, tu me réponds », ce à quoi le jeune Argentin lui répond « Ferme ta gueule, ce n’est pas comme si tu étais Maradona. » À la suite de cette insulte, Pablo Osvaldo lui assène un coup de poing. L'entraîneur Luis Enrique le suspend donc pour dix jours.
L'oriundo termine la saison avec 11 buts inscrits en 26 matches mais également deux expulsions. Il est très vite apprécié des supporters de par sa ressemblance avec Gabriel Batistuta, les supporters le surnomment alors Simba en référence au surnom de Batistuta qui était le Roi lion.
La saison suivante, Luis Enrique est remplacé par l'entraîneur Zdeněk Zeman, celui qui l'a lancé avec l'US Lecce. Il n'a pas la confiance du technicien italo-tchèque en début de saison, qui lui reproche à lui et Daniele De Rossi un manque d'implication à l'entraînement, mais parvient tout de même à marquer trois buts en trois matches. Toutefois, il se fait encore expulser pour une faute inutile face à l'Inter Milan lors de la deuxième journée de Serie A, interceptant une passe de la main. Finalement, il profite du mauvais début de saison de son coéquipier et concurrent Mattia Destro pour jouer. Le 20 novembre 2012, face au Torino FC, il inscrit son 7e but de la saison en 9 matches et hérite du brassard de capitaine pour la première fois.
Il inscrit son premier triplé en Seria A contre Sienne le 28 avril 2013 (victoire 4-0).

### Southampton
Le 19 août 2013, Osvaldo est transféré à Southampton pour la somme de 15 millions de Livres (17,6 Millions d'euros).
Ses débuts sous ses nouvelles couleurs ne vont pas se faire attendre puisqu'il entre en jeu à la 46e minute du match  contre Sunderland le 24 aout, match qui se terminera par un match nul 1-1. Le 31 août, il est titularisé pour la première fois contre Norwich City et  s'impose déjà en tant que titulaire. Il inscrit son premier but face Crystal Palace le 28 septembre pour une victoire finale de Southampton 2-0.
Après 6 mois passés dans le club anglais, l'italo-argentin est prêté à la Juventus.
Le 6 août 2014, il est prêté un an à l'Inter Milan dans le cadre du prêt de Saphir Taïder à Southampton. Le 28 août 2014, Osvaldo inscrit son premier but lors de son premier match sous les couleurs de l'Inter Milan en Ligue Europa contre les islandais du Ungmennafélagið Stjarnan (victoire 6-0 de l'Inter). En 2015, il est de nouveau prêté, cette fois en Argentine, a Boca Juniors.
Le 1er juillet 2015, il est licencié par Southampton.

### FC Porto
Le 5 août 2015, il s'engage avec le FC Porto. Cependant le 6 janvier 2016 après seulement 5 mois au club, il résilie son contrat. 

### Boca Juniors
Après avoir résilié son contrat, il revient en Argentine et plus précisément dans le club argentin de Boca Juniors. Son contrat est résilié en mai 2016. Quelques mois plus tard, il annonce mettre un terme à sa carrière.

### Retour au CA Banfield
Le 2 janvier 2020, près de quatre ans après sa retraite, Osvaldo revient à la compétition en signant au CA Banfield.

### En sélection

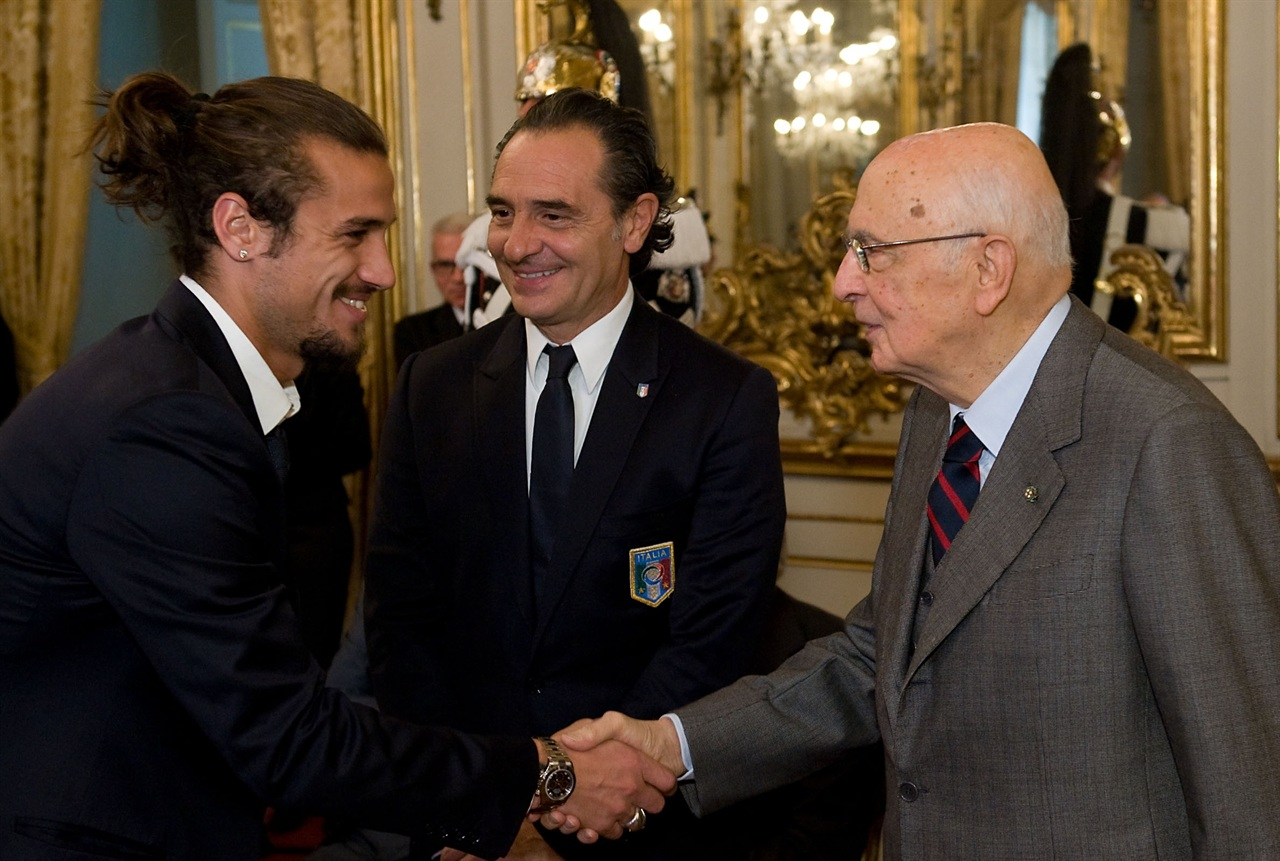
Pablo Osvaldo en compagnie de Cesare Prandelli et du président italien Giorgio Napolitano.

Non convoqué par les sélections de jeunes d'Argentine, Pablo Osvaldo répond favorablement en 2007 à l'appel du sélectionneur des espoirs italiens, Pierluigi Casiraghi. Il sera appelé à 12 reprises chez les moins de 21 ans (pour 2 buts).
Le 5 octobre 2011, à la suite des forfaits cumulés de Mario Balotelli et de Giampaolo Pazzini, il est appelé par Cesare Prandelli chez les A pour jouer les deux derniers matches de la campagne de qualification de l'Euro 2012 en Serbie (1-1) et face à l'Irlande du Nord (3-0). Ne rentrant pas en jeu pour la première rencontre, il connait finalement sa première sélection face aux Irlandais en remplaçant le Milanais Antonio Cassano à la 56e minute. Cette sélection au sein de la squadra azzurra fait débat, des nationalistes du pays (dont plusieurs députés de la Ligue du Nord) dénoncent publiquement ce choix de Cesare Prandelli de faire appel à un joueur non né sur le sol italien (appelé oriundo en Italie). Mais Osvaldo préfère ne pas faire attention à cela :

« Il vaut mieux ne pas donner d’importance à des gens qui ne le méritent pas. Certaines polémiques naissent seulement pour gagner des voix aux élections. »

— Pablo Daniel Osvaldo.
Au début de 2012, coupable de mauvais comportements répétés avec son club de la Roma et au nom d'un code éthique mis en place par le sélectionneur italien Cesare Prandelli, il n'est pas convoqué en équipe nationale pour un match amical de la Squadra azzurra face aux États-Unis (0-1)  précédant l'Euro 2012. Quelques jours après cette rencontre, Pablo Osvaldo réagit: 

« Ma punition me semble correcte. La présence d'un tel code éthique fera murir l'équipe, et il est juste qu'il soit appliqué. Bien sûr je suis déçu d'avoir été écarté de la sélection pour ce match. »

— Pablo Daniel Osvaldo.
Ses expulsions en championnat et sa fin de saison moyenne lui coûtent sa place à l'Euro 2012 et il ne participera pas à la compétition qui voit l'Italie atteindre la finale.
La saison suivante il profite de la blessure de Mario Balotelli, des mises à l'écart d'Antonio Cassano et Antonio Di Natale à la suite de la volonté de Cesare Prandelli de rajeunir la sélection et des mauvais débuts de saison de Mattia Destro et Fabio Borini pour jouer. Cela lui permet d'inscrire trois buts en quatre apparitions.
Le 28 mai 2013, Pablo Osvaldo est exclu du groupe italien qui disputera la coupe des confédérations à la suite de son refus de se rendre à la cérémonie de remise de la coupe d'Italie, après la défaite 1-0 en finale face au grand rival de la Lazio Rome, et le fait qu'il ait qualifié l'entraîneur de l'AS Rome Aurelio Andreazzoli d'« incapable » sur Twitter.

## Style de jeu
Pablo Osvaldo est considéré comme un attaquant moderne. Il peut en effet jouer à tous les postes de l'attaque, peut jouer dans les pieds, en remise ou en profondeur, sait bien se placer et est doté d'un important volume de jeu. Il pêche cependant dans la finition et a souvent besoin de plusieurs occasions avant de mettre un but. Il est également connu pour perdre facilement ses nerfs et se faire expulser pour des fautes inutiles et stupides. Il est généralement considéré comme un joueur talentueux mais imprévisible, à l'instar de Mario Balotelli.

## Palmarès

### En club
| Atalanta Bergame - Championnat d'Italie D2 (1) : - Champion : 2005-06. |  | Espanyol de Barcelone - Coupe de Catalogne (2) : - Vainqueur : 2009-10 et 2010-11. |  | AS Rome - Coupe d'Italie : - Finaliste : 2012-13. |  | Juventus - Championnat d'Italie (1) : - Champion : 2013-14. |  | Boca Juniors - Championnat d'Argentine (1) : - Champion : 2015. |

### En sélection
Italie espoirs
- Tournoi de Toulon (1) :
  - Vainqueur : 2008.

## Statistiques

### Statistiques détaillées
| Saison                | Club                  | Championnat           | Championnat | Championnat | Coupe(s) nationale(s) | Coupe(s) nationale(s) | Compétition(s) continentale(s) | Compétition(s) continentale(s) | Compétition(s) continentale(s) | Italie | Italie | Total | Total |
| Saison                | Club                  | Division              | M.          | B.          | M.                    | B.                    | Comp.                          | M.                             | B.                             | M.     | B.     | M.    | B.    |
| 2005                  | CA Huracán            | B Nacional            | 33          | 11          | -                     | -                     | -                              | -                              | -                              | -      | -      | 33    | 11    |
| 2005 – 2006           | Atalanta Bergame      | Serie B               | 3           | 1           | 0                     | 0                     | -                              | -                              | -                              | -      | -      | 3     | 1     |
| 2006 – 2007           | US Lecce              | Serie B               | 31          | 8           | 1                     | 0                     | -                              | -                              | -                              | -      | -      | 32    | 8     |
| 2007 – 2008           | Fiorentina            | Serie A               | 13          | 5           | 0                     | 0                     | C3                             | 8                              | 1                              | -      | -      | 21    | 6     |
| 2008 – 2009           | Fiorentina            | Serie A               | 8           | 0           | 0                     | 0                     | C1                             | 5                              | 0                              | -      | -      | 13    | 0     |
| 2008 – 2009           | Bologne FC 1909       | Serie A               | 12          | 0           | -                     | -                     | -                              | -                              | -                              | -      | -      | 12    | 0     |
| 2009 – 2010           | Bologne FC 1909       | Serie A               | 13          | 3           | 1                     | 0                     | -                              | -                              | -                              | -      | -      | 14    | 3     |
| 2009 – 2010           | Espanyol de Barcelone | Liga                  | 20          | 7           | 1                     | 1                     | -                              | -                              | -                              | -      | -      | 21    | 8     |
| 2010 – 2011           | Espanyol de Barcelone | Liga                  | 24          | 13          | 2                     | 1                     | -                              | -                              | -                              | -      | -      | 26    | 14    |
| 2011 – 2012           | AS Rome               | Serie A               | 26          | 11          | 0                     | 0                     | C3                             | 0                              | 0                              | 2      | 0      | 28    | 11    |
| 2012 – 2013           | AS Rome               | Serie A               | 29          | 16          | 2                     | 1                     | -                              | -                              | -                              | 6      | 3      | 37    | 20    |
| Total sur la carrière | Total sur la carrière | Total sur la carrière | 208         | 71          | 7                     | 3                     | -                              | 13                             | 1                              | 8      | 3      | 236   | 78    |

### Buts en sélection
Le tableau suivant liste les résultats de tous les buts inscrits par Pablo Osvaldo avec l'équipe d'Italie.